# Kris Boeckmans
Kris Boeckmans, né le 13 février 1987 à Malle, est un coureur cycliste belge, professionnel de 2010 à 2020. Il a notamment été champion d'Europe sur route espoirs en 2009.

## Biographie

### Jeunesse et carrière amateur
Avant de pratiquer le cyclisme, Kris Boeckmans a été membre d'un club de gymnastique et a joué au basket-ball avec ses trois frères. Ses parents exerçant des fonctions administratives dans plusieurs clubs cyclistes, il ne tarde pas à opter pour ce sport, d'abord parmi les cyclotouristes, puis il dispute ses premières courses en catégorie aspirants avec le WAC Hoboken, à Anvers. Il reste dans ce club pendant sept ans.
En catégorie espoirs, en 2006, il est membre du club Nieuwe Hoop Tielen (province d'Anvers). Après une fin d'année marquée par la mort accidentelle d'un de ses frères, il connaît une saison difficile, avec plusieurs chutes. En 2007, il rejoint le CLC Ingelmunster (Flandre-Occidentale). Durant cette saison, il est deuxième de Zellik-Galmaarden, de deux étapes du Tour du Brabant flamand, et troisième du championnat provincial du contre-la-montre,.
En 2008, Kris Boeckmans intègre l'équipe continentale belge Davo. Au cours de cette saison, il remporte le Grand Prix de la ville de Vilvorde et le championnat provincial d'Anvers espoirs. Peu de temps après, il remporte coup sur coup une étape sur le Tour de Berlin puis sur le Tour de Navarre. En 2009, il remporte une étape du Triptyque des Monts et Châteaux et le classement général. Avec l'équipe de Belgique des moins de 23 ans, il remporte en juillet le championnat d'Europe sur route de cette catégorie, à Hooglede-Gits en Belgique. Il participe en septembre au Tour de l'Avenir, où il est deuxième et troisième d'étapes, puis aux championnats du monde, où il abandonne lors de la course en ligne des moins de 23 ans. Il effectue un stage à partir du mois d'août avec l'équipe ProTour Silence-Lotto, avec laquelle il remporte la Coupe Sels. En octobre, avec Davo, il est deuxième du Paris-Tours espoirs. À l'issue de cette saison, il reçoit le « Vélo de cristal » du meilleur jeune cycliste belge de l'année.

### Carrière professionnelle

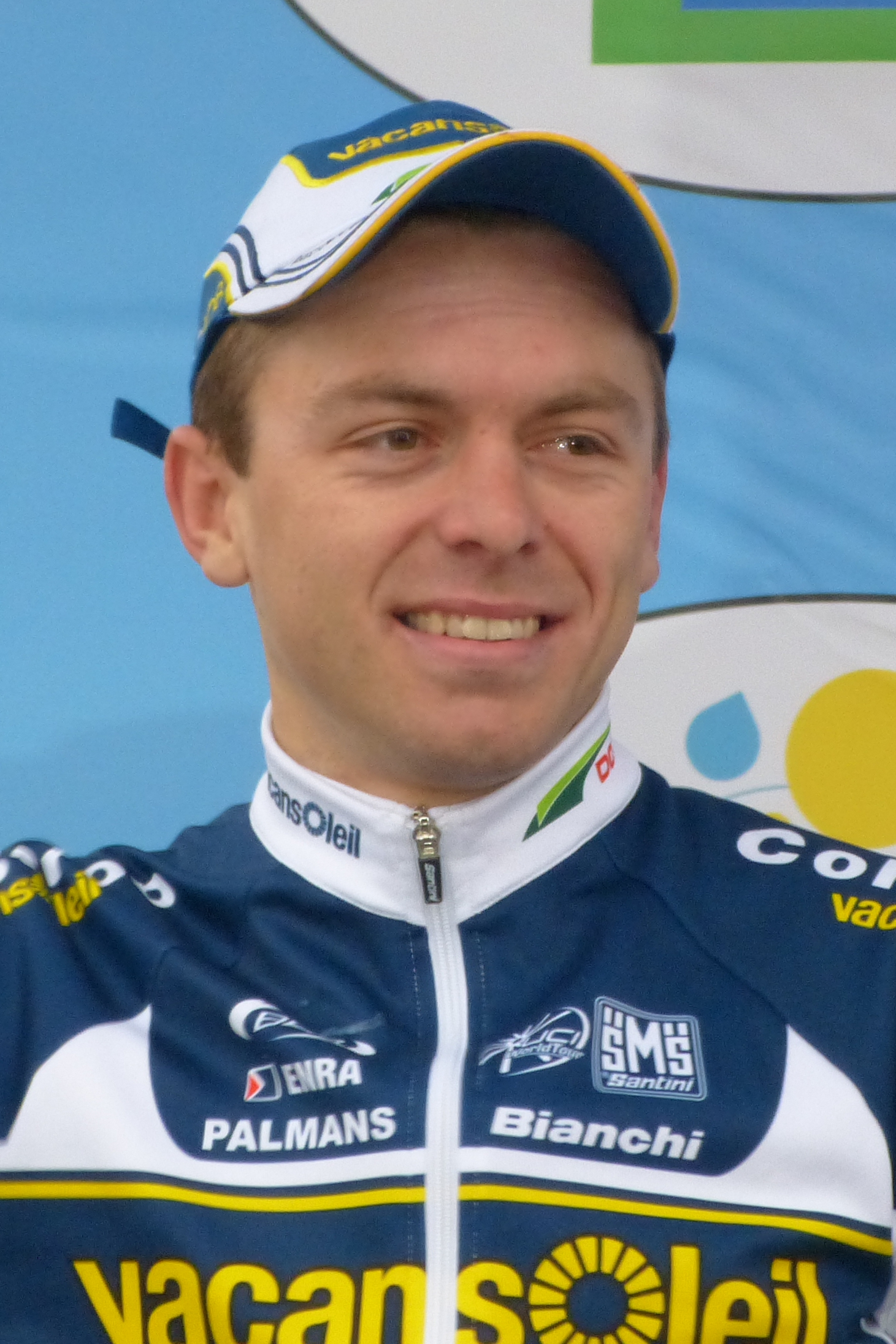
Kris Boeckmans lors du Samyn 2013.

#### Topsport Vlaanderen
Kris Boeckmans devient cycliste professionnel en 2010 au sein de l'équipe continentale professionnelle belge Topsport Vlaanderen-Mercator. En mars, il gagne une étape des Trois Jours de Flandre-Occidentale et se classe deuxième du classement général de cette course. Une semaine plus tard, il est sixième du Circuit du Pays de Waes, puis deuxième de la Nokere Koerse, où il est devancé par Jens Keukeleire, vainqueur des Trois Jours de Flandre-Occidentale. En avril, il est septième du Grand Prix de l'Escaut. En juin, il obtient sa deuxième victoire de l'année en battant au sprint le Russe Denis Galimzyanov et l'Allemand André Greipel lors d'une étape du Ster Elektrotoer. En fin de saison, il est septième du Prix national de clôture. En février 2011, une chute lors du Tour du Qatar lui cause une inflammation au genou et l'empêche de disputer les courses de début d'année. Il reprend l'entraînement au début du mois de mars puis la compétition quelques semaines plus tard. Il se classe sixième du Tour de Bochum en juillet et obtient en octobre la troisième place du Münsterland Giro.

#### Vacansoleil-DCM
En 2012, il est recruté par l'équipe néerlandaise Vacansoleil-DCM, dotée du statut de ProTeam. En février, il obtient deux deuxièmes places lors d'étapes de l'Étoile de Bessèges et du Tour de l'Algarve, puis est encore deuxième au Samyn, où il est battu par le champion du monde espoirs Arnaud Démare, et à la Nokere Koerse, où il est devancé par Francesco Chicchi. Il n'obtient pas d'aussi bons résultats durant la suite de la saison. Il dispute son premier Tour de France, et prend la cinquième place de la dernière étape.
À nouveau deuxième du Samyn en 2013, il participe au Tour de France sans résultat notable et abandonne durant la 19e étape.

#### Passage chez Lotto et grave accident
À l'issue de la saison 2013, l'équipe Vacansoleil disparaît. Boeckmans est recruté pour deux ans par l'équipe belge Lotto-Belisol. Il y retrouve le directeur sportif Kurt Van De Wouwer, qui l'a dirigé en 2009 au sein de l'équipe espoirs Davo-Lotto-Davitamon. Employé comme équipier durant les premiers mois, il obtient la possibilité de disputer les sprints lors du Tour de Turquie en mai, et se classe trois fois quatrième. Grâce à ces résultats encourageants, il est désigné coureur protégé au Critérium du Dauphiné, où il est deuxième d'étape, battu par Nikias Arndt. Deux semaines plus tard, il est deuxième de Halle-Ingooigem, derrière Arnaud Démare. À la fin de ce mois de juin, il est huitième du championnat de Belgique, remporté au sprint par son coéquipier Jens Debusschere.
En début d'année 2015, Boeckmans s'impose au sprint lors de la première étape de l'Étoile de Bessèges, sa première victoire depuis 2010. Leader du classement général pendant deux jours, il termine troisième de cette course. Il profite de son excellente forme du moment pour s'imposer sur Le Samyn et sur Nokere Koerse.
En mai 2015, il remporte deux étapes du Tour de Picardie et s'adjuge ainsi le classement général. Quelques jours après, il récidive sur la World Ports Classic. Il participe ensuite au Tour d'Espagne, où il est victime d'une lourde chute lors de la huitième étape. Déséquilibré par une malformation de la chaussée alors qu'il se ravitaille, il chute lourdement, souffrant d'un traumatisme crânien sévère, de plusieurs fractures au visage, de trois côtes cassées et d'une hémorragie dans les poumons. Il perd connaissance et commence à avaler son sang et doit subir une trachéotomie sur place par le médecin de la course. Il est alors placé dans un coma artificiel durant deux semaines. De retour à son domicile le 15 septembre, il affiche une perte de poids approchant les 15 kilogrammes. Le 12 février 2016, il tient à parcourir les 80 derniers kilomètres de la neuvième étape dont il n'avait pu prendre le départ à la suite de sa chute avant de reprendre la compétition à l'occasion de la Handzame Classic le 18 mars. À l'issue de la saison, il n'est pas conservé par l'équipe Lotto, les deux parties ne s'entendant plus et songe à arrêter sa carrière.

#### Vital Concept
Au mois d'août 2017, il s'engage avec la nouvelle équipe continentale professionnelle créée par Jérôme Pineau. Pour son premier dossard sous son nouveau maillot, il termine troisième du contre-la-montre individuel inaugural du Sharjah Tour dont son coéquipier Julien Morice emportera le classement général. À titre individuel, il termine 5e de Halle-Ingooigem en juin. Sa saison prend fin sur le Tour du Danemark, victime d'une chute lors de la cinquième étape lui occasionnant une fracture de l'avant-bras gauche.
Il commence sa deuxième saison au sein de la structure bretonne sur le Tour d'Oman, en tant que lanceur de Bryan Coquard. En mars puis avril, il enchaîne par un calendrier marqué par de nombreuses courses World Tour avec Paris-Nice, les Trois Jours de Bruges-La Panne (22e), À travers les Flandres (50e), le Tour des Flandres puis Paris-Roubaix. Entre-temps, il termine 6e du Grand Prix de l'Escaut. Aligné début mai sur le Tour de Yorkshire, il lance Jonas Van Genechten qui obtient une 3e place sur la première étape avant d'être victime d'une fracture de la clavicule le lendemain. Il reprend la compétition sur le Tour de Belgique au service de Bryan Coquard, vainqueur d'une étape. Mi-août, il termine 8e d'étape sur le Tour de Burgos. Fin 2020, son contrat avec B&B Hotels-Vital Concept n'est pas renouvelé et il décide d'arrêter sa carrière à 33 ans.

## Palmarès et classements mondiaux

### Palmarès amateur
- 2007
  - 2e de Zellik-Galmaarden
- 2008
  - Champion de la province d'Anvers sur route espoirs
  - Grand Prix de la ville de Vilvorde
  - 1re étape du Tour de Berlin
  - 1reb étape du Tour de Navarre
- 2009
  -  Champion d'Europe sur route espoirs
  - Triptyque des Monts et Châteaux :
    - Classement général
    - 2eb étape

  - 2e étape du Tour de Navarre

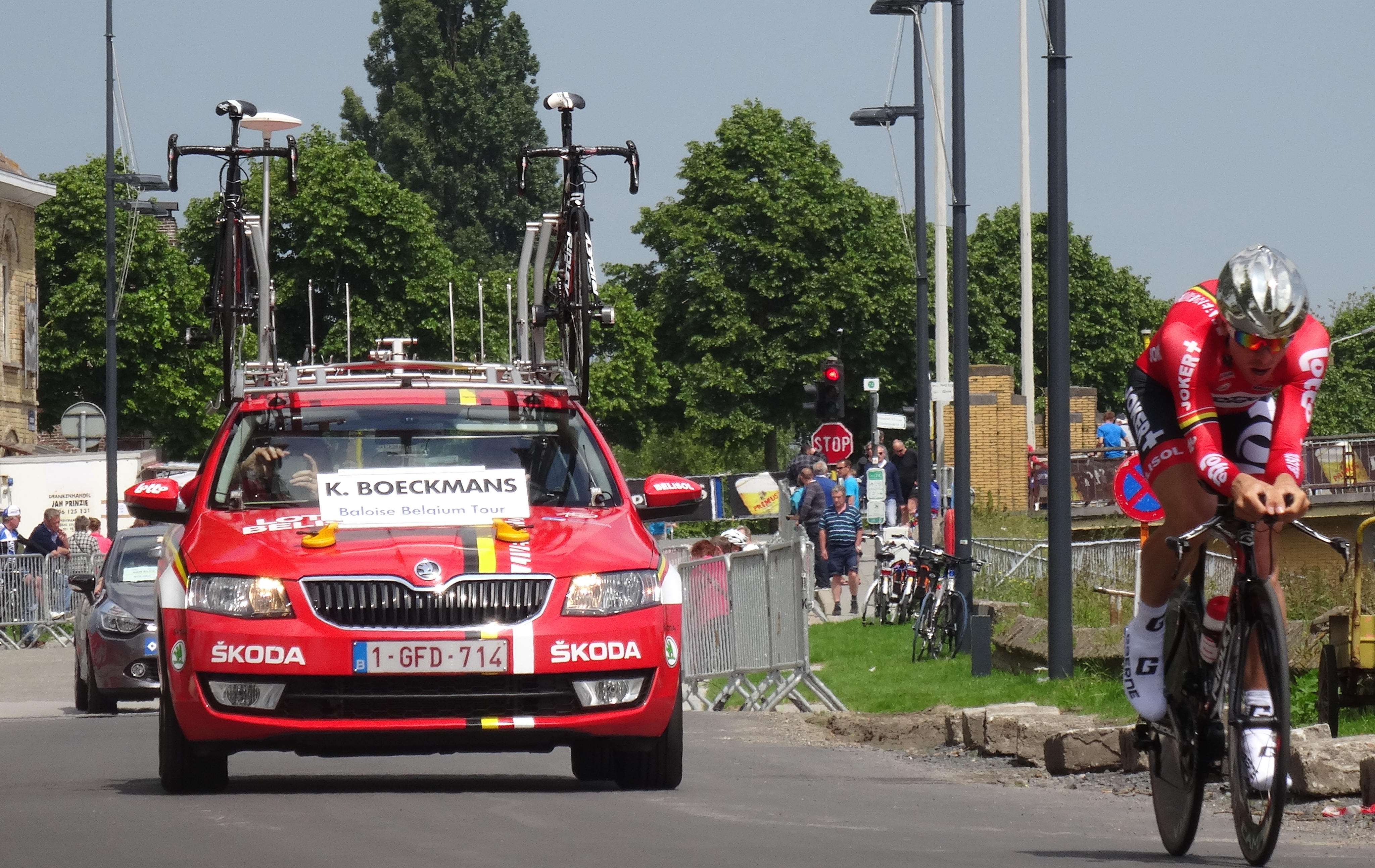
Kris Boeckmans lors du contre-la-montre de la 3e étape du Tour de Belgique 2014 à Dixmude.

  - 1rea et 3e étapes du Tour de la province d'Anvers
  - Kris Boeckmans lors du contre-la-montre de la 3e étape du Tour de Belgique 2014 à Dixmude.Coupe Sels
  - 2e de Bruxelles-Zepperen
  - 2e du Tour de la province d'Anvers
  - 2e de Paris-Tours espoirs

### Palmarès professionnel
- 2010
  - 3e étape des Trois Jours de Flandre-Occidentale

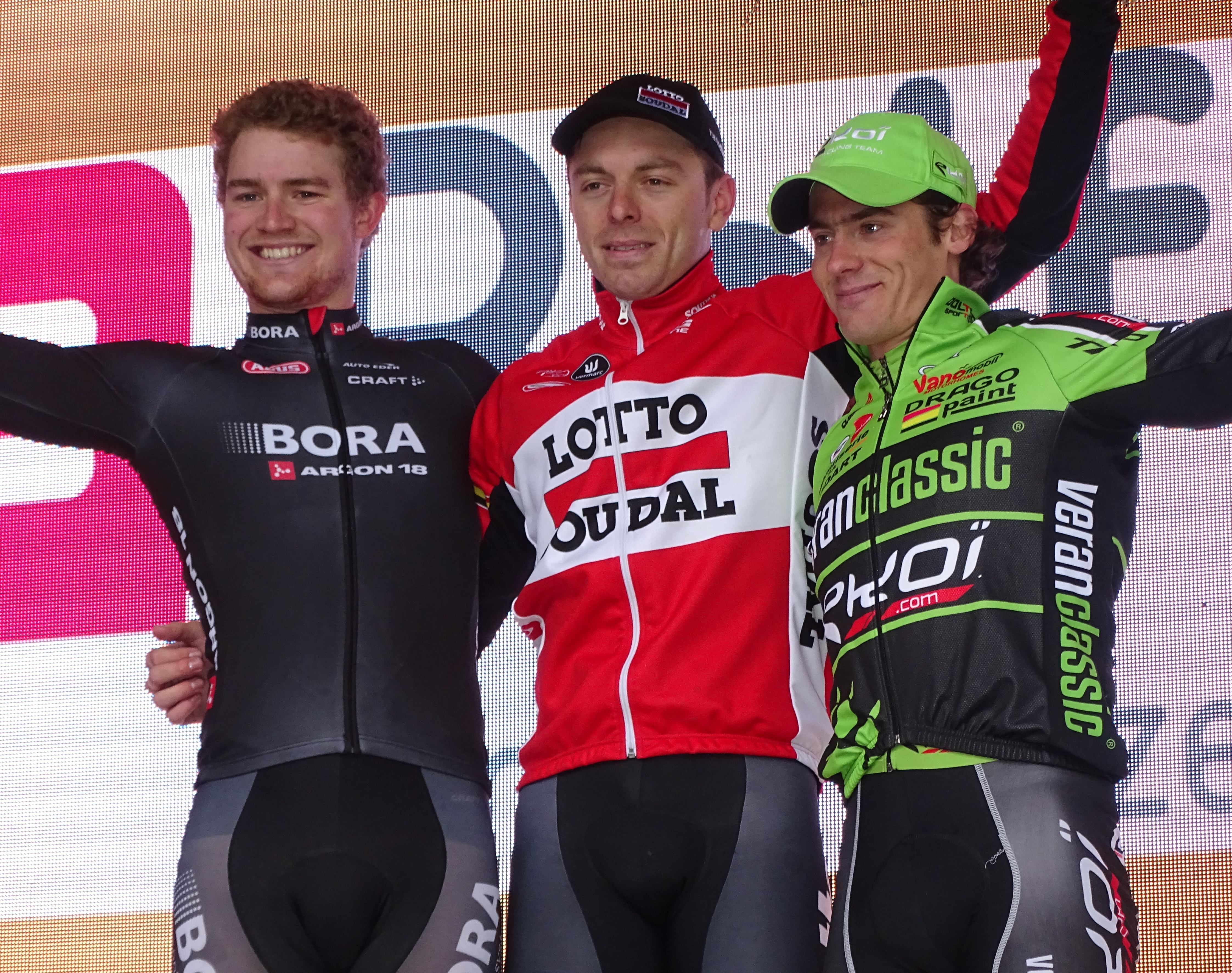
Podium de l'édition 2015 de la Nokere Koerse : Scott Thwaites (3e), Kris Boeckmans (1er) et Justin Jules (2e).

  - 5e étape du Ster Elektrotoer
  - 2e des Trois Jours de Flandre-Occidentale
  - 2e de la Nokere Koerse
  - 3e du Tour de MünsterPodium de l'édition 2015 de la Nokere Koerse : Scott Thwaites (3e), Kris Boeckmans (1er) et Justin Jules (2e).

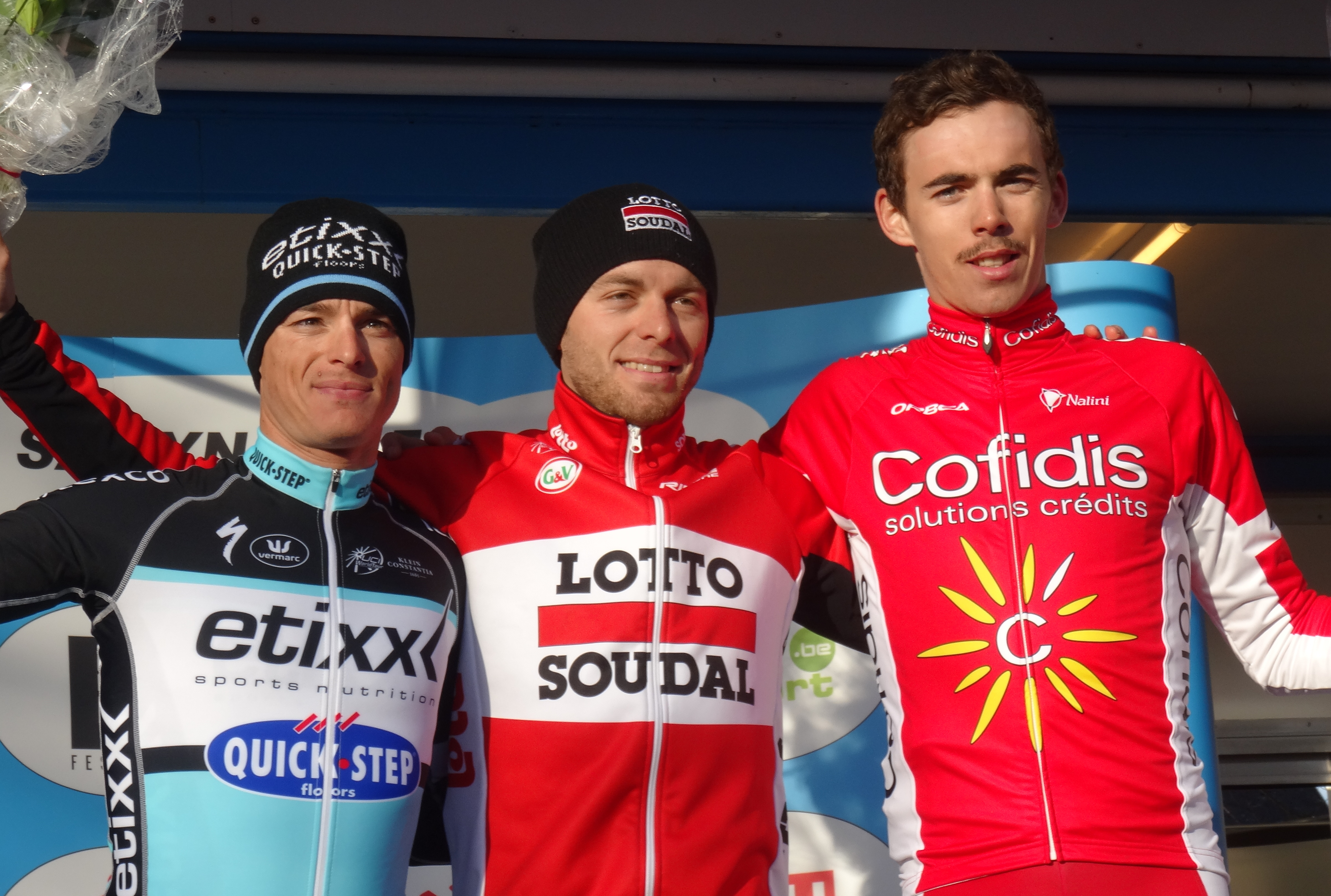
Podium de l'édition 2015 du Samyn : Gianni Meersman (2e), Kris Boeckmans (1er) et Christophe Laporte (3e).

- 2012
  - 2e du SamynPodium de l'édition 2015 du Samyn : Gianni Meersman (2e), Kris Boeckmans (1er) et Christophe Laporte (3e).
  - 2e de la Nokere Koerse
- 2013
  - 2e du Samyn
- 2014
  - 2e de Halle-Ingooigem
- 2015
  - 1re étape de l'Étoile de Bessèges
  - Le Samyn
  - Nokere Koerse
  - Tour de Picardie :
    - Classement général
    - 1re et 3e étapes

  - World Ports Classic :
    - Classement général
    - 2e étape

  - Gullegem Koerse
  - 2e de Halle-Ingooigem
  - 3e de l'Étoile de Bessèges

### Résultats sur les grands tours

#### Tour de France
2 participations
- 2012 : 115e
- 2013 : abandon (19e étape)

#### Tour d'Espagne
1 participation
- 2015 : abandon (8e étape)

### Classements mondiaux
| Année           | 2008 | 2009 | 2010 | 2011 | 2012 | 2013 | 2014 | 2015 | 2016 | 2017   |
| --------------- | ---- | ---- | ---- | ---- | ---- | ---- | ---- | ---- | ---- | ------ |
| UCI World Tour  |      |      |      |      | 218e | nc   | 188e | 208e | nc   | nc     |
| UCI Europe Tour | 390e | 31e  | 40e  | 297e |      |      |      |      | 619e | 1 336e |

## Distinctions
- Vélo de cristal du meilleur jeune belge : 2009